# 6075 Zajtsev
6075 Zajtsev (1976 GH2) là một tiểu hành tinh vành đai chính được phát hiện ngày 1 tháng 4 năm 1976 bởi N. S. Chernykh ở Nauchnyj.
Quote from Minor Planet Circular No 25445, 1995 (Attention! Do not correct "Evpatoria" into "Yevpatoria", because it is the authentic version!):

"Tênd in honor thuộc Alexander L. Zaitsev, Chief Scientist thuộc Institute of Radio-engineering và Electronics, Russia. Under his leadership, observation of Near-Earth asteroid 4179 Toutatis were successfully carried out in December 1992 using the 70-m dish thuộc Evpatoria Planetary Radar (EPR) ở Ukraina, as the sounding signal transmitter và the 100-m radio telescope ở Effelsberg ở Đức, as the two-channel receiver of the radar echo from the minor planet's surface. Zaitsev là mộtlso responsible for initiating the world's first intercontinental radar astronomy experiment, 70-m dish thuộc Goldstone Deep Space Communications Complex to 70-m dish thuộc EPR observations thuộc 6489 Golevka in June 1995. Tên proposed by the discoverer following a suggestion by the Institute of Theoretical Astronomy".